# Renate Ostermann
Renate Drisaldi, geborene Ostermann (* 14. Juni 1937 in Krefeld; † 26. Dezember 2015 ebenda) war eine deutsche Tennisspielerin.
1955 wurde sie deutsche Meisterin im Juniorinnendoppel. Bei den Nationalen Deutschen Tennismeisterschaften gewann sie fünf Titel in den Doppelkonkurrenzen: im Damendoppel 1957 mit Gisela List, 1959 mit Erika Launert und 1960 mit Brigitte Förstendorf sowie im Gemischten Doppel 1960 an der Seite von Peter Scholl und 1961 an der Seite von Harald Elschenbroich. Von 1957 bis 1964 stand sie jedes Jahr im Finale des Damendoppels, 1958 und von 1960 bis 1962 auch im Einzelfinale.
An den Internationalen Tennismeisterschaften von Deutschland nahm sie von 1957 bis 1964 teil. Im Einzel erreicht sie dort 1961 das Viertelfinale und im Damendoppel 1959 mit Erika Launert das Halbfinale. Von 1959 bis 1964 spielte sie auch in Wimbledon, wo sie 1960 und 1963 im Einzel das Achtelfinale erreichte.
Im November 1966 heiratete sie den italienischen Tennisspieler Maurizio Drisaldi.

## Federation-Cup
Für die deutsche Federation-Cup-Mannschaft spielte sie 1963 ein Spiel im Doppel, das sie an der Seite von Edda Buding gegen die Französinnen Françoise Dürr / Jeanine Lieffrig mit 3:6 und 3:6 verlor.

## Abschneiden bei Grand-Slam-Turnieren

### Einzel
| Turnier     | 1959 | 1960 | 1961 | 1962 | 1963 | 1964 | Karriere |
| ----------- | ---- | ---- | ---- | ---- | ---- | ---- | -------- |
| French Open | —    | 1    | —    | —    | —    | —    | 1        |
| Wimbledon   | 2    | AF   | 1    | 2    | AF   | 1    | AF       |
| US Open     | —    | —    | —    | 1    | —    | —    | 1        |